# Politiken
För andra betydelser, se Politiken (olika betydelser).
Politiken är en dansk dagstidning. Tidningen ges ut i broadsheetformat av JP/Politikens Hus A/S (där JP är en förkortning av konkurrenten Jyllands-Posten). Samma företag trycker och distribuerar även Ekstra Bladet. Tidningen grundades den 1 oktober 1884 i Köpenhamn av Viggo Hørup, Edvard Brandes och Hermann Meyer Bing. 1962 började tidningen med sloganen Den levende avis.
Fram till sin död år 2011 var Tøger Seidenfaden chefredaktör. Han efterträddes av Bo Lidegaard. Tidningen ägs idag till 88,4 procent av Politiken Fonden, till 4,4 procent av Ellen Hørups Fond och till 7,3% av övriga ägare. Fonden äger i sin tur 50 procent av JP/Politikens Hus A/S.
Tidningen betecknar sig som oberoende socialliberal. Fram till 1970 stödde tidningen Det Radikale Venstre.
2007 hade tidningen 520 000 dagliga läsare och var den tredje största tidningen i Danmark efter gratistidningarna Nyhedsavisen och 24timer. 2012 var upplagan 97 820 tryckta tidningar på vardagar och 120 410 på söndagar, motsvarande 375 000 respektive 479 000 läsare.